# Pooyan
Pooyan (яп. プーヤン По:ян, дословно — «Поросята») — видеоигра жанра фиксированный шутер, разработанная компанией Konami и изданная американской компанией Stern Electronics в 1982 для аркадных автоматов. С 1982 по 1985 годы была переиздана для ряда игровых приставок и домашних компьютеров того времени: Atari 2600 (1982), TRS-80 CoCo (1983), Atari 8-bit (1983), Commodore 64 (1983), Apple II (1984), MSX (1985), NES (1985). Выходила в сборниках классических видеоигр: Konami Arcade Classics для PlayStation (1999), Oretachi Game Center — Pooyan для PlayStation 2 (2006) и Konami Classics Series — Arcade Hits для Nintendo DS (2007). В 2007 году NES-овская версия игры была переиздана компанией Hudson для Virtual Console Wii.

## Сюжет и геймплей

Pooyan на аркадном автомате

Сюжет в Pooyan предельно прост, что типично для подобных игр тех лет. Семейство поросят во главе с мамой-свиньёй обороняются от полчищ волков, жаждущих поросячьего мяса. В плане геймплея игра представляет собой фиксированный шутер (то есть, всё действие игры происходит на одном экране) с необычным концептом, довольно сильно отличающимся от классики жанра вроде игр Galaga и Space Invaders. За исключением мелких деталей геймплей схож во всех версиях Pooyan.
Управление ведётся от лица мамы-свиньи, которую её дети передвигают вверх-вниз на специальном подъёмнике, зафиксированном в крайней правой части экрана. Движение влево-вправо в игре невозможно. С левой части экрана, разделённой на верхнюю (скала) и нижнюю (земля) части, происходит нашествие голодных волков. Все уровни игры делятся на три чередующихся типа. В первом уровне волки на воздушных шариках спускаются вниз со скалы и по лестнице пытаются добраться до поросят, во втором — поднимаются на всё тех же воздушных шариках с земли на скалу, чтобы оттуда, объединившись, столкнуть на подъёмник гигантский валун (для этого достаточно 7 волков). Третий уровень бонусный, в котором надо успеть сбить как можно больше волков, не рискуя потерять жизнь.
Чтобы не дать волкам спуститься или подняться на своих шариках, игрок, управляя отважной мамой, должен с помощью лука и стрел успеть уничтожить шарики волков до того, как те достигнут своей цели. Некоторые шарики лопаются с первого попадания, другие надо поразить несколько раз подряд, пока висящий на них волк не полетит вниз. Кроме лука поросята время от времени подкидывают своей маме более мощное оружие — мясо на шампурах. И если стрела, попав в мишень, исчезает, то мясо летит до самого низа экрана, сшибая всех на своём пути. Волки, спускаясь или поднимаясь на шариках, закидывают игрока камнями, попадание которых чревато для главной героини падением из подъёмника и потерей одной игровой жизни.
Как и многие аркадные игры 2-3 поколения, Pooyan не имеет конца, уровни идут бесконечно один за одним, постоянно усложняясь.

## Прочие факты
- Музыкальной темой, играющей в большинстве версий заставки игры, в том числе, и в аркадном оригинале, является популярная в Японии детская песенка «Мори но кума-сан[яп.]» («Медведь из леса»), которую написал композитор Ёсихиро Баба (яп. 馬場祥弘)[4]. Во время самой игры можно услышать обработку "Юморески" Антонина Дворжака.
- В 1982 году компания Gakken выпустила портативный вариант игры в стиле Game & Watch[6].
- Максимальным официально зарегистрированным количеством набранных в игре баллов является рекорд американца Марка Кинтера (англ. Mark Kinter), поставленный им 16 декабря 1983 года — 1 609 250 баллов[7].
- В Metal Gear Solid: Peace Walker, другой игре Konami, есть «Pooyan mission». Задача миссии состоит в сбивании солдат, которые взлетают в небо на воздушных шарах (часто используемом средстве эвакуации солдат с поля боя на базу). Паз, один из главных персонажей игры, в брифинге сравнивает этих солдат с аппетитными поросятами, которых невозможно не желать сбить.